# Droga wojewódzka nr 933
Droga wojewódzka nr 933 – droga wojewódzka łącząca Chrzanów z Rzuchowem i dalej poprzez DW935 z Raciborzem. Między Pszczyną a Rzuchowem praktycznie równoległa do DW935 (odległość między drogami nie przekracza 15 km). Posiada wspólny odcinek z DK78 w Wodzisławiu Śląskim o długości ok. 2 km. Jest to jeden z najważniejszych traktów w ROW (trasa Jastrzębie-Zdrój – Wodzisław Śląski). Droga ta jest również jedną z najważniejszych i najbardziej ruchliwych dróg wojewódzkich na południu kraju gdyż pośrednio łączy Górny Śląsk oraz Beskidy z Dolnym Śląskiem. Umożliwia też dojazd ze sporej części województwa śląskiego do granicy z Republiką Czeską w Chałupkach.

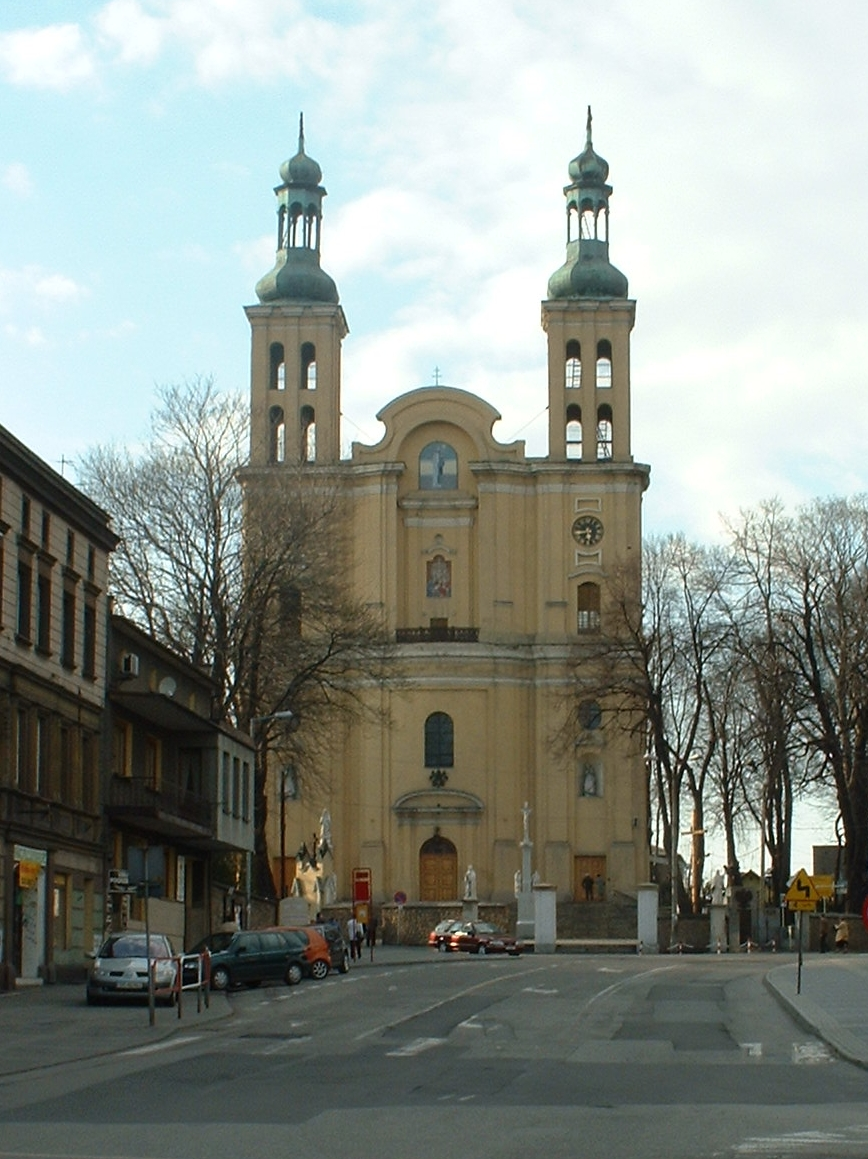
Bazylika w Pszowie przy DW 933

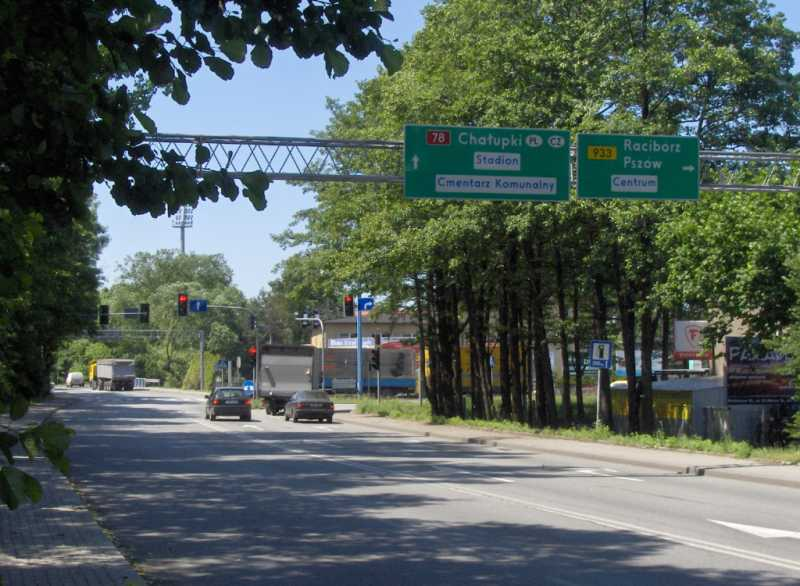
Skrzyżowanie DW933 z DK78 w Wodzisławiu Śl

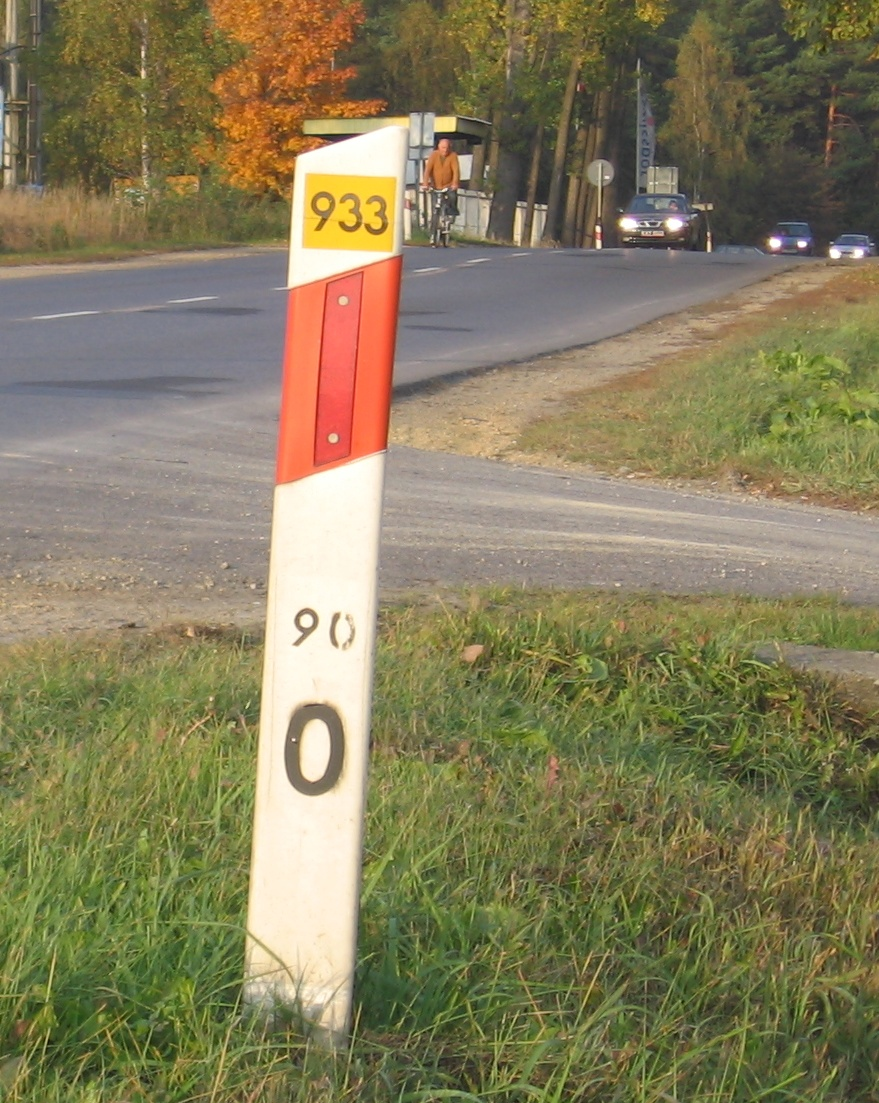
kilometr 90,0 drogi wojewódzkiej nr 933 koło Chrzanowa

## Miejscowości leżące przy trasie DW933
- Rzuchów (DW935)
- Pszów
- Wodzisław Śląski (DK78, DW932, DW936)
- Mszana (A1, DW930, DW937)
- Jastrzębie-Zdrój
- Pawłowice (DK81, DW938)
- Pszczyna (DK1, DW931, DW935, DW939)
- Jawiszowice (DW949)
- Brzeszcze
- Oświęcim (DK44, DW948
- Libiąż (DW780)
- Chrzanów (A4, DK79, DW781)